# المستطرف في كل فن مستظرف
المستطرف في كل فن مستظرف هو كتاب في الأدب والأخبار، من تأليف بهاء الدين الأبشيهي المتوفى نحو 850 هـ.

## وصف الكتاب
الكتاب مكوّن من أربعة وثمانين بابًا. يتمحور الكتاب على الأخلاق والأدب وأخبار العرب وهلمَ جرا: الإنسانيات بشكلٍ عام. يعمل الكتاب بضم شتات الإنسانيات ويرتبها على هيئة أبواب.
جاء في كشف الظنون:
ويقول المحقق إبراهيم صالح أن الأبشيهي اعتمد على ربيع الأبرار للزمخشري اعتمادًا شبه كلي، في الوقت الذي لم ينقل عن العقد الفريد إلا صفحاتٍ قلائل معدودات. كما اعتمد على كتب أخرى منها التذكرة الحمدونية لابن حمدون المحب والمحبوب للسري الرفاء وسراج الملوك للطرطوشي وحياة الحيوان للدميري وعجائب المخلوقات للقزويني.

## طبع الكتاب
طبع الكتاب مرات عديدة، فقد طبع في مطبعة بولاق سنة 1272 و 1285 هـ ومطبعة محمد شاهين 1277 ومطبعة كاستلى 1279 ومطبعة محمد مصطفى 1300 ومطبعة شرف 1302 ومطبعة عبد الرزاق 1304 و 1306 و 1311 والميمنية 1308 و 1321 هـ.

## اختصارات
للكتاب اختصارات كثيرة، منها:
- «زبدة المستطرف» ليبورك السملالي - نسخة مخطوطة في خزانة أزاريف (بالمغرب).[5]
- «الجزء الاشرف من المستطرف» لمحمد بن عبد الجليل البلكرامي.[6]

## الترجمة
ترجم «المستطرف» إلى اللغة الفرنسية من قبل المستشرق غوستاف رات Gustav Rat، وطبع في سنتي 1899 - 1902 م. ترجم إلى اللغة التركية، وطبع بها في سنة 1263 هـ / 1846 م.